# كيلهوخ وأولوين
كيلهوخ وأولوين (بالويلزية: Culhwch ac Olwen)‏ هي حكاية وليزية حفظلملك آرثر ومحاربيه. يوجد منها نسخة كاملة في كتاب هيرغست الأحمر [الإنجليزية] ونسخة مجتزأ في كتاب ريدريتش الأبيض [الإنجليزية]، وكلاهما من القرن الرابع عشر، وتعد هذه الحكاية أطول قصة نثرية ويلزية محفوظة.

## تأريخ القصة
كان الرأي السائد بين العلماء هو أن النسخة الحالية من النص قد ألفت بحلول القرن الحادي عشر، وهذا يجعلها ربما أقدم حكاية عن الملك آرثر وواحدا من أقدم النصوص النثرية لويلز  ولكن إعادة تقييم جرت عام 2005 على يد اللغوي سيمون رودواي أرّخت لها في النصف الثاني من القرن الثاني عشر، أما العنوان فهو اختراع لاحق ولا يظهر في المخطوطات القديمة.

## طبعات
أدرجت الليدي شارلوت غيست هذه الحكاية بين تلك التي جمعتها تحت عنوان مابينوجيون.

## ملخص
يفقد والد كيلهوخ، الملك كيليد ابن كيليدون، زوجته غوليوديد بعد عملية ولادة صعبة، وعندما يتزوج من جديد، يرفض الشاب كيلهوخ محاولة زوجة أبيه تزويجه من ابنتها. ترد الملكة الجديدة على هذه الإهانة بلعنة سحرية حتى لا يتمكن من الزواج من أي امرأة غير أولوين الجميلة، ابنة العملاق ايسبادادين بينسكاور. وعلى الرغم من أنه لم يرها أبدًا، يصبح كيلهوخ مفتونًا بها، ويحذره والده من أنه لن يجدها أبدًا دون مساعدة ابن عمه الشهير آرثر. ينطلق الشاب على الفور بحثًا عن قريبه، ويجده ويجده في بلاطه في كيليويغ في كورنوال.

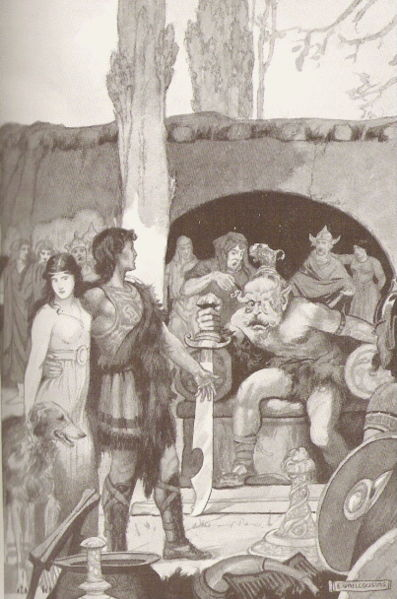
كولهوتش في محكمة ايسبادادين. رسم توضيحي بريشة ي والكوسينز، في كتاب خرافات وأساطير سلتية، دار نشر تشارلز سكوير، 1920. -"سيكون لدي خيول وفرسان، وسيقدم لي مليكي وقريبي آرثر كل هذه الأشياء، وسأربح ابنتك وستفقد نفسك". -"إنطلق، وعندما تحوز على كل هذه الأعاجيب ستكون ابنتي زوجة لك"

يوافق آرثر على تقديم أي شيء يحتاجه كيلهوخ، باستثناء إعارة سيفه «كاليدهوخ» وأسلحة أخرى مسمّاة، أو زوجته. لا يكتفي آرثر بإرسال ستة من أفضل محاربيه (كاي، بيدوير، غوالخماي، غورهير، غوالستاود، مينو اب تايرغوادد) فحسب، بل يرسل مجموعة ضخمة من الشخصيات ذات المهارات المختلفة (بما في ذلك غوين اب نود) للانضمام إلى كيلهوخ في بحثه عن أولوين. تلتقي المجموعة ببعض أقارب كيلهوخ الذين يعرفون أولوين ويوافقون على ترتيب لقاء. تعجب أولوين بكيلهوخ، ولكنها تستطيع الزواج منه ما لم يوافق والدها العملاق ايسبادادين، الذي، لعدم قدرته على البقاء على قيد الحياة بعد زفاف ابنته، لا يوافق حتى يكمل كيلهوخ سلسلة من حوالي أربعين مهمة تبدو مستحيلة، بما في ذلك الحصول على سلة الصياد غويدنوي كارانهير، واصطياد الخنزير الأكبر ايغيتهوروين، وتذكر القصة الانتهاء من عدد قليل فقط من هذه المهام وقتل العملاق، وترك أولوين حرة في الزواج من حبيبها.

## دراسات نقدية
على السطح تبدو القصة حكاية خرافية، تنتمي إلى نوع حكاية «ابنة العملاق» والبحث عن عروس (تصنف رسميًا من الخرافات تحت النوع رقم 513A في كاتالوغ أرنه تومتسون)، ولها نفس الحبكة المصاحبة (الولادة الغريبة، زوجة الأب الغيورة، البطل الذي وقع في حب شخص غريب بعد سماع اسمه فقط، والحيوانات المفيدة، والمهام المستحيلة).
قصة إطارية وقوائم
ومع ذلك، فإن هذا البحث عن الزفاف يخدم فقط قصة إطارىة لبقية الأحداث التي تشكل القصة،  حيث لا يرد ذكر شخصيتي العنوان إلى حد كبير، فيما تتناول القصة قائمتين طويلتين ومغامرات للملك آرثر ورجاله، واحدة من القائمتين قائمة بأسماء، حوالي مائتي من أعظم الرجال والنساء والكلاب والخيول والسيوف في مملكة آرثر جندوا لمساعدة كيلهوخ في سعيه للزواج، والقائمة الأخرى هي الآخر هو قائمة «المهام الصعبة» أو «الأعاجيب» (pl. (بالويلزية: anoethau, anoetheu)‏  علالتي فرض على ى يلهوخ الحصول عليها مهرا لالعرجه. تشتمل القائمة على أسماء مأخوذة من الاطيررة الأيرلندية وسيرة القديسين والتاريخ الفعلي أحيانًا.
موضوع صيد الخنزير
نزال الخنزير الرهيب تورخ ترويت له بالتأكيد سوابق في التقاليد السلتية، وبالتحديد مطاردة آرثر للخنازير البرية مع كلبه كافال، التي يناقش أثرها في الميرابيليا (باللاتينية: Mirabilia)‏ الملحقة بـهستوريا بريتونوم . 
المحتوى الجغرافي
كثيرًا ما يرد وصف كيلهوخ وهو يركب حصانه لحيويته، وتسرد ميزات المناظر الطبيعية الويلزية بطرق تذكرنا بالسرديات الأيرلندية. أما بالنسبة للمقطع الذي استقبل فيه الملك آرثر قريبه كيلهوخ في كيليويج، فهذه واحدة من أقدم الأمثلة في الأدب أو التقليد الشفهي لبلاط آرثر، وترتبط بموقع مجدد، ما يجعلها مصدرا قيما للمقارنة مع بلاط كاميلوت أو كارليون كما صوّر لاحقًا في الأساطير الويلزية والإنجليزية والقارية.[بحاجة لمصدر]

## تأثيرات ثقافية
أعيد استخدام لقطة ركوب كيلهوخ حصانه في محاكاة شعرية ساخرة بعنوان «عربة آرايث» في القرن السادس عشر «محاكاة ساخرة» Araith Wgon، وظهرت كذلك اقتباسات شعرية لهذا العمل في القرن السابع عشر.[بحاجة لمصدر]
يشير توم شيبي، الباحث في كتابات الكاتب الإنكليزي جون رونالد تولكين إلى أوجه التشابه بين رواية بيرن ولوثيان، وهي احدة من أهم مجموعات تولكين، وقصة كيلهوخ وأولوين.

## في الأدب والفنون
- كتب الرسام / الشاعر البريطاني ديفيد جونز (1895–1974) قصيدة بعنوان «الصيد» تستند إلى قصة كيلهوخ وأولوين، وهي جزء من عمل أكبر بعنوان «الصيد»، تدور أحداثه حول مطاردة الخنزير تورخ ترويت على يد الملك آرثر وفرق حرب مختلفة من بريطانيا السلتية وفرنسا.
- في عام 1988 أصدر الشاعر جوين توماس رواية لقصة كيلهوخ وأولوين، برسومات من مارغريت جونز، وفازت القصة بجائزة تير نان أوغ السنوية للغة الويلزية غير الروائية للعام 1989.[19]
- قدمت القصة في مسرحية خيال الظل في جولة في مدارس كيريديجون خلال عام 2003، وقد أعد العرض جيم ويليامز بدعم من مسرح فيلينفاخ..
- قدمت القصة في عرض درامي لـديريك ويب باللغتين الويلزية والإنجليزية، بمناسبة إعادة افتتاح قلعة ناربيرث في بيمبروكشاير في العام 2005.
- تقدم أغنيات السيد دينادان، في الكتاب الخامس من سلسلة خرافات السكواير، معالجة شعرية لمهمة كيلهوخ.

## روابط خارجية
- نص كيلهوخ وأولوين
- ترجمة كيلهوخ وأولوين إلى الإنكليزية
- مقال عن كيلهوخ وألوين على موقع Transceltic.com
- بي بي سي، ويلز، التاريخ

## هوامش
1. ↑  Arthur's other arms being his spear Rhongomyniad, his shield Wynebgwrthucher, and his dagger Carnwennan.

1. ↑  Which is one of the Thirteen Hallows of Britain  [لغات أخرى]‏.[9]